# Lars von Engeström
Lars von Engeström herbu własnego (ur. 24 grudnia 1751 w Sztokholmie, zm. 19 sierpnia 1826 w Jankowicach) – szwedzki polityk i dyplomata, hrabia, wolnomularz.
Lars był synem Johannesa Engeströma (1699-1777), biskupa Kościoła Szwecji w diecezji Lund i Margarety Benzelstierna (1710-1792), córki arcybiskupa Uppsali Jakoba Benzeliusa. Miesiąc przed jego urodzeniem, z okazji koronacji króla Adolfa Fryderyka w 1751, jego ojciec za swoje zasługi otrzymał szlachectwo dla żony i dzieci.
Po studiach prawniczych na Uniwersytecie w Lund w wieku zaledwie 19 lat zaczął pracę w urzędzie kanclerskim króla Adolfa Fryderyka, a następnie Gustawa III, gdzie pozostał przez dwanaście lat. Potem rozpoczął karierę dyplomatyczną. W latach 1782–1787 był szwedzkim Chargé d’affaires w Wiedniu, a od 17 marca 1788 do 28 maja 1792 posłem w Warszawie. W 1790 mediował między Prusami a Polską. W roku 1791 jego żoną została Polka Rozalia Drya-Chłapowska. Szwed sprzyjał polskim interesom, popierał reformy i próby uniezależnienia kraju od Rosji.
Jako poseł w Warszawie otrzymał od króla szwedzkiego Gustawa III 19 października 1790 polecenie wysunięcia kandydatury władcy do tronu Polski. Engeström odradzał królowi takie działanie sądząc, że zaszkodzi ono sprawie właśnie negocjowanego przezeń sojuszu polsko-szwedzkiego. Niestety obawy posła były słuszne. W 1793 został kawalerem Orderu Świętego Stanisława. W czasie Sejmu Wielkiego był aktywnym uczestnikiem prac nad Konstytucją 3 Maja, za co otrzymał złoty pierścień z napisem Fides manibus i polski indygenat.
W latach 1793–1795 był szwedzkim ambasadorem w Londynie, zaś od 1795 w Wiedniu. Od 1796 do 1798 wizytował kraje niemieckie, by w latach 1798-1803 pełnić funkcję posła szwedzkiego w Berlinie (Królestwo Prus). Gdy nie otrzymał dalszych poleceń, przeniósł się do posiadłości żony w pruskiej wtedy Wielkopolsce.
W 1809 został wezwany przez króla do przejęcia obowiązków prezydenta Kancelarii Jego Majestatu po Fryderyku von Ehrenheimie. W latach 1809–1824, za panowania Karola XIII, był pierwszym szwedzkim ministrem spraw zagranicznych. Choć był bardziej konserwatywny aniżeli większość polityków, chroniło go poparcie króla. Ministrem pozostał także po 1818 za Karola XIV Jana, pierwszego króla z dynastii Bernadotte. Choć sam był przeciwny wyborowi go na króla, pomagał w realizacji planów, zmierzających w stronę obrony decyzji kongresu wiedeńskiego. Do dziś jest osobą, która dotąd najdłużej sprawowała ten urząd.
Od 1797 był honorowym członkiem Kungliga Vitterhetsakademien (pol. Królewska Akademia Literatury, Historii i Zabytków), w 1810 został wybrany członkiem Królewskiej Szwedzkiej Akademii Nauk z nr 342. W latach 1810–1824 był równocześnie kanclerzem macierzystego Uniwersytetu w Lund. W 1824 zrezygnował z urzędów, otrzymując emeryturę w wysokości 10 000 talarów szwedzkich i ponownie osiadł w Wielkopolsce, gdzie w majątku żony w Jankowicach spędził ostatnie lata życia i gdzie zmarł w 1826 po krótkiej chorobie. Spoczął w kaplicy rodowej przy kościele pw. św. Stanisława Biskupa w Ceradzu Kościelnym, gdzie pochowano także jego żonę i wnuka Wawrzyńca.
W 1876 wydano dwa tomy pism L. von Engeströma Minnen och anteckningar (Wspomnienia i notatki). W Królewskiej Bibliotece w Sztokholmie
zachowany jest duży zbiór rękopisów, zwany Zbiorem Engeströma.
Jego syn, Gustaw Stanisław Benzelstierna Engeström (1791-1850), był generałem carskim i gubernatorem Baku, gdzie zmarł. Z kolei wnukiem Larsa był Wawrzyniec Benzelstjerna Engeström (1829-1910) – polski patriota, poeta, działacz społeczny i filantrop, sekretarz Poznańskiego Towarzystwa Przyjaciół Nauk, popularyzator zacieśniania kontaktów polsko-szwedzkich.